# Jazykolam
Jazykolam je krátká věta nebo spojení slov, která mají za úkol procvičit obtížně vyslovitelná slova a slovní spojení. 

## Užití
Jazykolamy pomáhají ke zlepšení výslovnosti dospělých i dětí. Mluvčí, moderátoři, zpěváci a herci používají různé typy jazykolamů (na různé hlásky) k rozmluvení a jako součást procvičování výslovnosti. U dětí se jimi výslovnost zlepšuje hravou formou.

## Čeština
V češtině jsou předmětem jazykolamů především slova s minimem samohlásek, rytmicky znějící fráze s rozdílnou výslovností, jeden jazykolam mívá obvykle frekventovanější jednu hlásku (často ř a/nebo r).
V jiných jazycích jsou jazykolamy tvořeny obdobými principy jako v češtině (viz cizojazyčné verze tohoto hesla).

## Příklady českých jazykolamů

### Na hlásky Ř a R
- Třitisícetřistatřicettři stříbrných křepelek přeletělo přes třitisícetřistatřicettři stříbrných stříkaček které stříkaly přes třitisícetřistatřicettři stříbrných střech.[2]
- Strč prst skrz krk.[3]
- Nejneobhospodařovávatelnější

### Na hlásky J a L
- Nenaolejuje-li Julie koleje, naolejuji je já sám.[2]

### Na hlásku T a Ť
- I toto táto, to tato teta tuto tetu tahá.
- Nemohu zaplatiti Ti tisícikorunou.

### Na různé hlásky a hláskové skupiny
- Brzy prsty scvrnkly hrst zrn scvrklých

## Příklady cizojazyčných jazykolamů
- Angličtina: The sheep on the ship slipped on the sheet of sleet. (Ovce na lodi uklouzly na přikrývce.)
- Němčina: Blaukraut bleibt Blaukraut und Brautkleid bleibt Brautkleid. (Červené zelí zůstává červeným zelím a svatební šaty zůstávají svatebními šaty.)
- Francouzština: Un chasseur sachant chasser sait chasser sans son chien. (Lovec, který umí lovit, umí lovit bez svého psa.)
- Ruština: Карл у Клары украл кораллы, а Клара у Карла украла кларнет. (Karel ukradl Kláře korále a Klára ukradla Karlovi klarinet.)
- Polština: W czasie suszy szosa sucha. (Za sucha je cesta suchá.)
- Chorvatština: Na vrh brda vrba mrda. (Na vrchu kopce se klátí vrba.)